# Arnaud Boiteau
Arnaud Boiteau (Angers, 7 de novembro de 1973) é um ginete de elite francês. campeão olímpico do CCE por equipes, é professor da Escola Nacional de Equitação Francesa, a escola Cadre Noir. 

## Carreira
Arnaud Boiteau representou seu país nos Jogos Olímpicos de 2004, na qual conquistou no CCE por equipes a medalha de ouro, em 2004. 